# نارجيلة

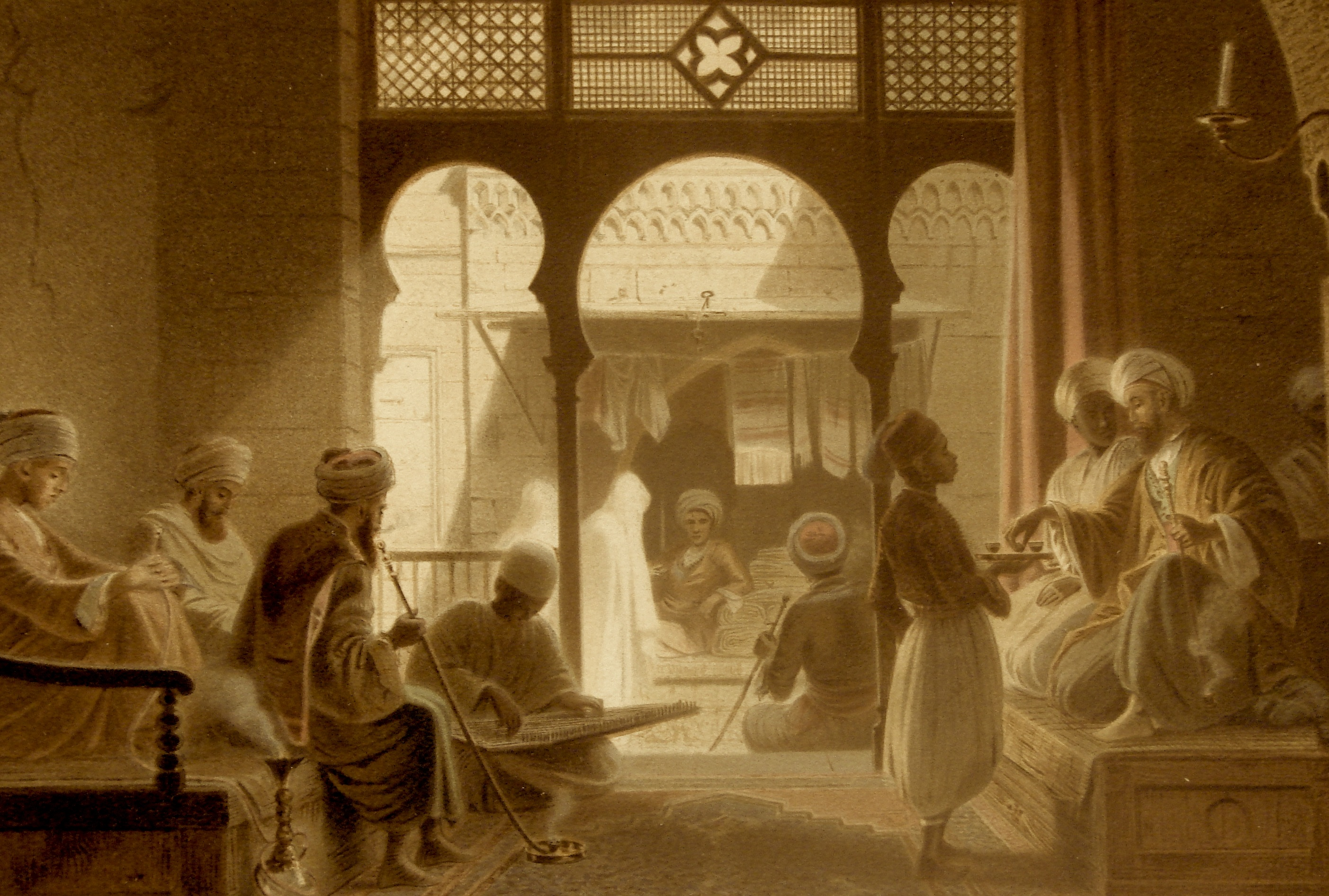
شيشة في مقهى قاهري في العهد العثماني

النَّارَجِيَلةُ (وتسمى أيضاً الشيشة) هي أداة تدخين تعتمد على تمرير دخان التبغ المشتعل في الفحم بالماء قبل استنشاقه.

## في المعاجم
جاء في المعجم الوسيط:

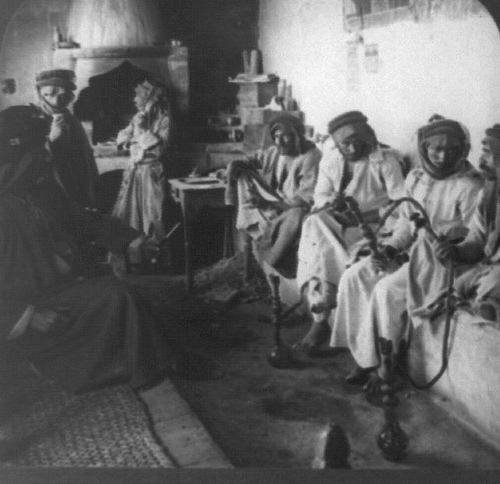
مقهى ويبدو فيه الرجال وهم يدخنون النارجيلة - الموصل 1914 م.

أما كلمة شيشة فهي كلمة أعجمية (فارسية تركية) تأتي بمعنى زجاج أو قزازة، وأصبحت هذه التسمية شائعة في مصر وغيرها من البلاد. كما تسمى النارجيلة عند الهنود بالحُقَّة وهي كلمة عربية الأصل. أما عند الفرس فيعرف بالـ قاليون أو الغليون.
وفي الحاضر عادة ما توضع قطعة بلاستيكية صغيرة على فوهة خرطوم (وتسمى النربيج أو النربيش) النارجيلة يضع عليها المدخن شفتيه، وتستبدل في كل مرة لأسباب صحية، وتسمى المبسم.

## تاريخها

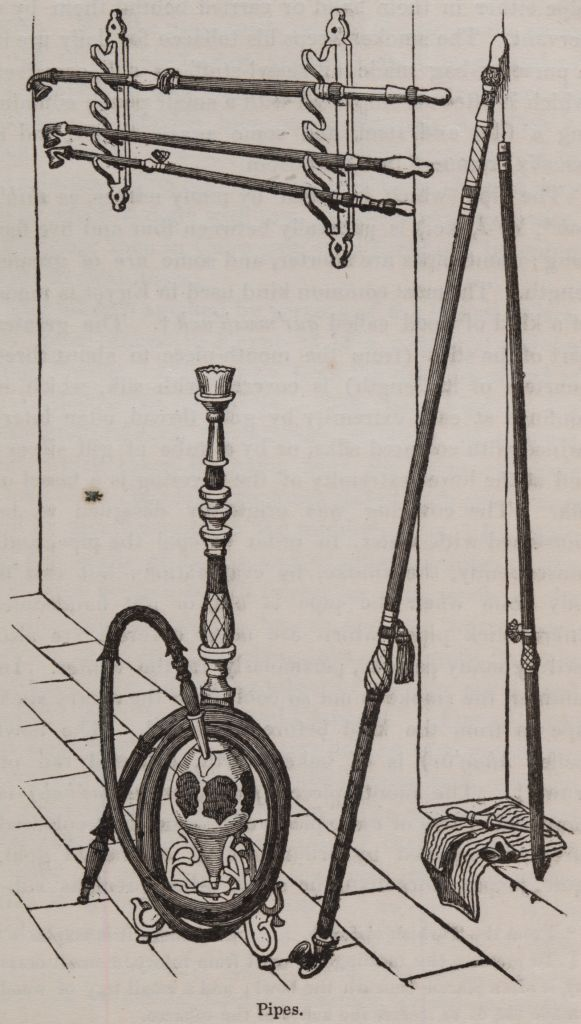
أنواع الشيشة

ذكر الشاعر بطرس كرامة (ت. 1267 هـ / 1851 م) في أصل النارجيلة:

## الآثار الصحية
حسب تقرير من منظمة الصحة العالمية، فإن «دخان الغليون المائي [النارجيلة] سام». وتكشف التحاليل بأن الدخان يحتوي على عدد من المواد المسرطنة والسامة. كما تشير البيانات إلى أن تدخينه يسبب الإدمان.

## الآثار البيئية
في العام 2015 م، قدمت الصومال تقريراً رسمياً إلى الأمم المتحدة قالت فيه بأن تسعة أعشار (90 %) غابات البلاد اختفت خلال العقود الماضية. وحسب التقرير فإن السبب الرئيس لاضمحلال غابات الصومال هو قطع الأشجار لصنع فحم يلبي طلب السعودية والدول الخليجية لتدخين الأرجيلة.

## في الأدب

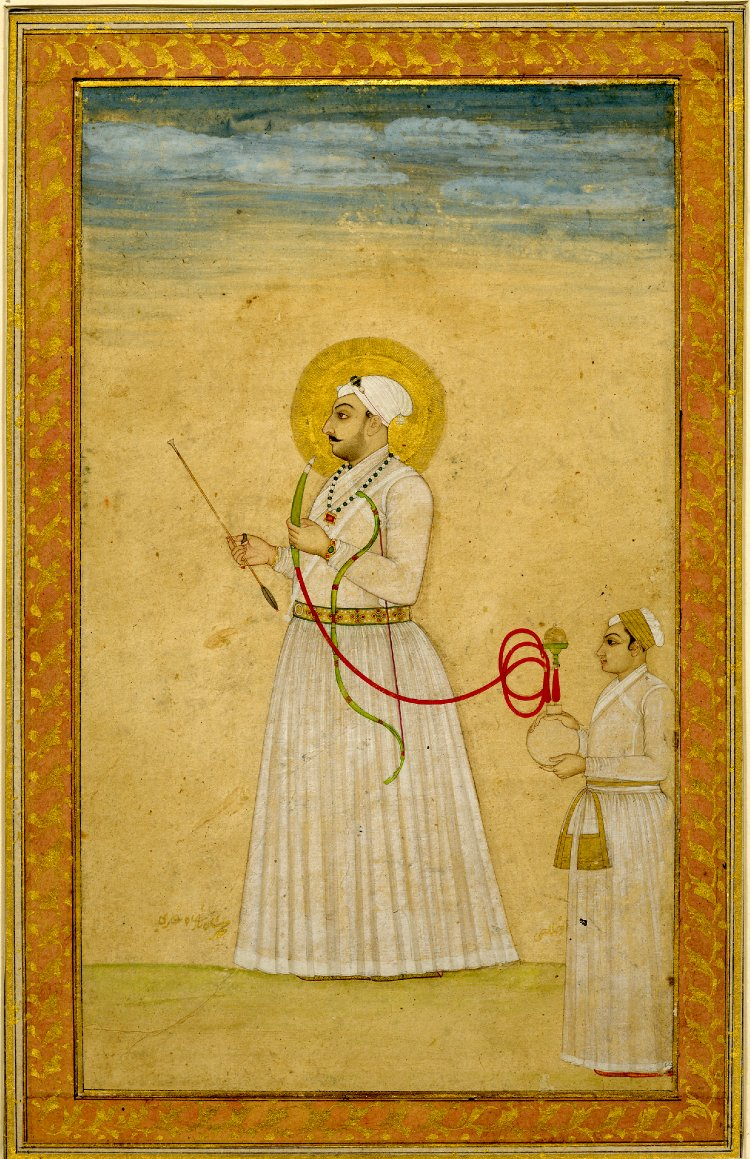
ناصر الدين محمد شاه ومعه سلاحه والـ«حُقّة» الهندية.

قال المعلم بطرس في النارجيلة:
كما ألف الشاعر معتصم بن محمد قصيدة حب في النارجيلة ومطلعها:
وللشاعر محمد سعيد الحبوبي أبيات في النارجيلة مطلعها: